# Millenniumi szökőkút (Seattle-i Egyetem)
A Millenniumi szökőkút George Tsutakawa 1989-ben üzembe helyezett alkotása a Seattle-i Egyetem campusán. A műtárgy a Garrand épület mellett található meg.

## Fordítás
- Ez a szócikk részben vagy egészben  a   Centennial Fountain (Seattle University) című angol Wikipédia-szócikk ezen változatának fordításán alapul.  Az eredeti cikk szerkesztőit annak laptörténete sorolja fel. Ez a jelzés csupán a megfogalmazás eredetét és a szerzői jogokat jelzi, nem szolgál a cikkben szereplő információk forrásmegjelöléseként.